# Sepiola bursadhaesa
Sepiola bursadhaesa is een inktvissensoort uit de familie van de Sepiolidae. De wetenschappelijke naam van de soort werd voor het eerst geldig gepubliceerd in 2013 door de Bello.